# Макогон Анатолій Іванович
Анатолій Іванович Макогон (1932 — 1978) — український радянський діяч, новатор виробництва, шахтар, бригадир прохідників шахт міста Павлограда Дніпропетровської області. Депутат Верховної Ради УРСР 8-го скликання.

## Біографія
З 1950-х років — шахтар, бригадир прохідників шахт «Західнодонбаська» № 4, «Павлоградська» міста Павлограда Дніпропетровської області.
На 1977 рік — заступник головного механіка об'єднання «Павлоградвугілля» Дніпропетровської області.

## Нагороди
- ордени
- медалі
- лауреат Державної премії СРСР в галузі науки і техніки (1975)